# آبای، استان قراغندی
آبای (به قزاقی: Абай، اباي) در قزاقستان با جمعیت ۲۵٬۵۵۰ نفر است که در استان قراغندی واقع شده‌است.